# Bill Mensch

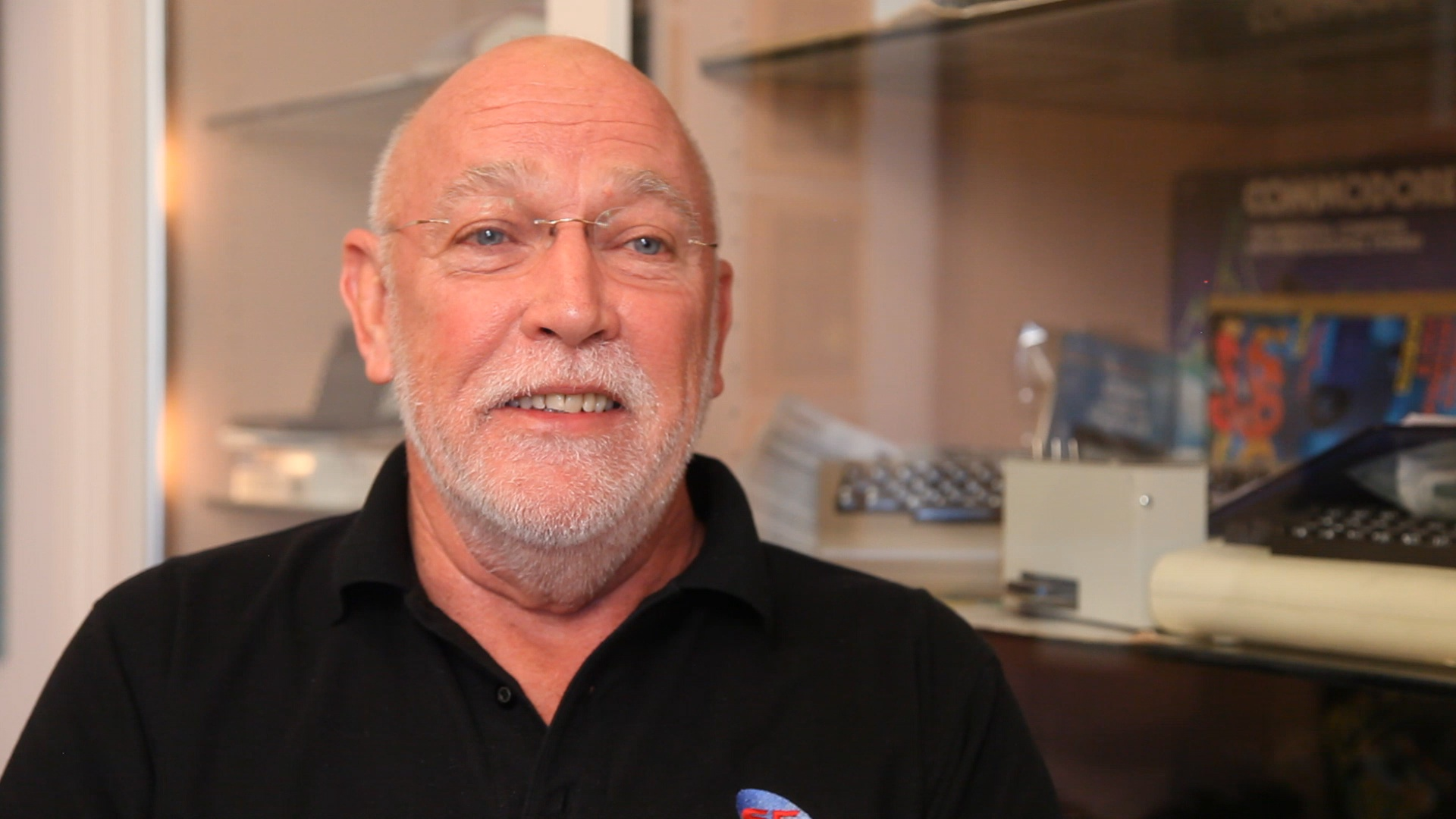
Bill Mensch

William David Mensch, Jr. (* 9. Februar 1945 in Quakertown, Bucks County, Pennsylvania)  ist ein US-amerikanischer Computeringenieur sowie Gründer, Geschäftsführer und CEO des Unternehmens Western Design Center (WDC) in Mesa, Arizona. Bevor er das Unternehmen im Jahre 1978 gründete, war er als Manager in unterschiedlichen Positionen bei den Unternehmen Philco-Ford, Motorola und MOS Technology tätig.
Mensch war maßgeblich an der Entwicklung der Mikroprozessoren Motorola 6800 und MOS Technology 6502 beteiligt und hat später mit seinem Unternehmen Western Design Center die Architektur dieser Prozessoren erweitert. Das Unternehmen produziert den Hobbycomputer „Mensch Computer“, der auf dem Western Design Center 65816 Mikroprozessor basiert.